# Schola Cantorum Universitaria Barcinonensis
La Schola Cantorum Universitaria Barcinonensis, o també, Schola Cantorum de la Universitat de Barcelona, és un cor de cambra que es dedica a conrear la música antiga i la polifonia religiosa. L'entitat no ha tingut sempre aquesta especialització, car en els seus orígens, quan funcionava com a cor únic de la Universitat de Barcelona, el seu repertori abastava totes les èpoques.

## Història
La seva història comença a la dècada dels 40. Tot i que el setembre de l'any 1941 ja es va començar a treballar amb el nom de Schola Cantorum de la Facultat de Filosofia i Lletres, no va ser fins a principis del curs 1942-1943 que la Schola va començar la seva trajectòria de la mà del mestre Antoni Pérez i Moya. En els seus inicis, la formació es limitava a fer les intervencions que els actes purament universitaris li requerien, però més endavant va anar agafant volada fins a arribar a ser un referent dins el món coral barceloní. En aquelles èpoques, la Schola conreava tota mena de repertori, des de música antiga fins a composicions d'autors contemporanis. Dins la plantilla d'aquell moment hi havia cantaires tan representatius com Oriol Martorell, Maria Martorell, Antoni Maria Badia i Margarit, els germans Porter Moix, etc.
Després del mestre Pérez Moya, que en fou director del 1941 al 1949, la Schola va estar dirigida pels mestres Ernest Cervera i Astor (del 1949 al 1965), Jeroni Miquel Alsina i Bes (del 1965 al 1967) i Francesc d'Assis Bonastre i Bertran (del 1967 al 1972). Els fets convulsos que envoltaven el món universitari a principis del 70 i fins a la caiguda del règim provocaren que l'entitat hagués d'aturar la seva activitat. No fou fins als anys 80 que es formà la Coral Universitària i l'any 1989 el Cor de la Universitat de Barcelona que recollí el testimoni de l'activitat coral a la Universitat. L'any 2002, un grup de cantaires del Cor de la UB amb molt de rodatge dins el món coral volgueren començar a conrear la música antiga i la polifonia religiosa i amb aquest objectiu endegaren de nou l'activitat de la Schola. Actualment la formació es considera cor de cambra amb una mitjana de 20 cantaires. Des de l'any 2002 el director de la Schola és el mestre Carles Gumí i Prat.